# Saint-Gilles (Gard)
Saint-Gilles (in occitano Sant Geli) è un comune francese di 13 940 abitanti situato nel dipartimento del Gard, nella regione dell'Occitania.
Il comune, che deve il proprio nome al celebre abate sant'Egidio (Saint-Gilles, in francese) del quale custodisce la tomba, fu uno dei più importanti luoghi di pellegrinaggio della cristianità nel XII secolo e perciò fu costruita una importante Basilica santuario. Nel 1115 la cittadina divenne anche sede del primo Gran Priorato in Europa dell'Ordine di San Giovanni di Gerusalemme (oggi noto come Ordine di Malta).

## Società

### Evoluzione demografica
Abitanti censiti

## Amministrazione

### Gemellaggi
- Altopascio